# Chrysomya indica
Chrysomya indica är en tvåvingeart som beskrevs av Shina 2004. Chrysomya indica ingår i släktet Chrysomya och familjen spyflugor.
Artens utbredningsområde är Västbengalen (Indien). Inga underarter finns listade i Catalogue of Life.